# Matias Seidelin
Matias Seidelin (født 1970) er en dansk journalist og forfatter.
Han er uddannet cand.mag. i dansk og som historiker fra Roskilde Universitetscenter. 
Han har arbejdet på Politiken (2001–2010), TV 2 (2010–2012) og siden 2013 Jyllands-Posten.
På Jyllands-Posten indgår han i avisens indenlandske gravergruppe sammen med Orla Borg og Morten Pihl.
Seidelin har specielt beskæftiget sig med sikkerhedspolitiske emner. 
I det emne har han skrevet bøgerne Danskeren på Guantánamo (2004, med Hans Davidsen-Nielsen)
og Allahs danske krigere - i FBI's søgelys (2012).
Sidstnævnte var nomineret til Weekendavisens Litteraturpris i 2012.
For en artikelserie om den tidligere irakiske hærchef, Nazar al-Khazraji, modtog han i 2004 Hørupprisen.